# Marcus Afranius Hannibalianus
Marcus Afranius Hannibalianus war ein im 3. Jahrhundert n. Chr. lebender Angehöriger des römischen Ritterstandes (Eques).
Durch eine Weihinschrift, die beim Kastell Solva gefunden wurde und die auf 251/280 datiert wird, ist belegt, dass Hannibalianus Tribun der Cohors I Ulpia Pannoniorum victrix war, die zu diesem Zeitpunkt in der Provinz Pannonia superior stationiert war.